# Saut Niagara
Saut Niagara är en fors i Franska Guyana (Frankrike). Den ligger i den centrala delen av landet, 90 km väster om huvudstaden Cayenne. Saut Niagara ligger 121 meter över havet.
Terrängen runt Saut Niagara är platt.  Trakten runt Saut Niagara är nära nog obefolkad, med mindre än två invånare per kvadratkilometer. Det finns inga samhällen i närheten. I omgivningarna runt Saut Niagara växer i huvudsak städsegrön lövskog.